# بطالة الشباب
بطالة الشباب هي حالة خاصة من البطالة؛ لدى الأفراد الذين تتراوح أعمارهم بين 15 و24 عامًا، إذ يواجه الشباب في العديد من المجتمعات صعوبات في العثور على عمل، وتعتبر معدلات بطالة الشباب أعلى من معدلات البطالة بين البالغين في كل مكان تقريبًا في العالم، ولكنها تختلف اختلافًا كبيرًا بين البلدان والمناطق.